# Matteo Franzoso
Matteo Franzoso (Genova, 16 settembre 1999) è uno sciatore alpino italiano.

## Biografia
Specialista delle prove veloci cresciuto agonisticamente a Sestriere e attivo dal novembre del 2015, in Coppa Europa Franzoso ha esordito il 13 dicembre 2017 a Obereggen in slalom speciale, senza terminare la prova, e ha conquistato la prima vittoria, nonché primo podio, il 29 novembre 2021 a Zinal in supergigante; ha debuttato in Coppa del Mondo il 17 dicembre successivo in Val Gardena nella medesima specialità (50º). Non ha preso parte a rassegne olimpiche o iridate.

## Palmarès

### Coppa del Mondo
- Miglior piazzamento in classifica generale: 154º nel 2025

### Coppa Europa
- Miglior piazzamento in classifica generale: 28º nel 2022
- 1 podio:
  - 1 vittoria

#### Coppa Europa - vittorie
| Data             | Località | Paese    | Specialità |
| ---------------- | -------- | -------- | ---------- |
| 29 novembre 2021 | Zinal    | Svizzera | SG         |

Legenda:

SG = supergigante

### Campionati italiani
- 1 medaglia:
  - 1 oro (combinata nel 2023)